# M79
M79 (NGC1904) e сферичен звезден куп, разложен по посока на съзведието Заек. Открит е от Пиер Мешен през 1780. Намира се на 41 000 св.г. от Земята и на около 60 000 св.г. от ядрото на Галактиката.
Смята се че е гравитационно свързан с галактиката-джудже в Малко куче.
Интегралната видима звездна величина на купа е +8.56, а ъгловият му диаметър е 8.7'.